# 賴有德
賴有德（1923年—）是臺灣田徑運動員，台南人。他曾於1947年至1957年間的台灣省運動會多次奪冠，項目遍布撐竿跳高、跨欄、跳遠、十項全能，並以臺灣省代表身份前往上海參加1948年中華民國全國運動會，與陳文炎、林丙丁、陳英郎攜手奪得男子4×400公尺接力金牌。之後代表國家參加1954年亞洲運動會，以3.60公尺的成績獲得男子撐竿跳高銅牌，同年年底到彰化高中任教。。退役後於臺中市立雙十國民中學任教。